# Дач Ајланд (Џорџија)
Дач Ајланд (енгл. Dutch Island) насељено је место без административног статуса у америчкој савезној држави Џорџија.

## Демографија
По попису из 2010. године број становника је 1.257.
| Група             | 2000.    | 2010.         |
| Белци             | 0 (0,0%) | 1.166 (92,8%) |
| Афроамериканци    | 0 (0,0%) | 35 (2,8%)     |
| Азијати           | 0 (0,0%) | 22 (1,8%)     |
| Хиспаноамериканци | 0 (0,0%) | 26 (2,1%)     |
| Укупно            | 0        | 1.257         |